# Подорож (роман Бекстера)
«Подорож» (англ. Voyage) — жорсткий науково-фантастичний роман англійського письменника Стівена Бекстера, вперше надрукований 1974 року видавництвом DAW Books. У цій книзі зображено місію екіпажу на Марс, яка могла б відбутися в альтернативній часовій шкалі, де Джон Ф. Кеннеді пережив замах на нього 22 листопада 1963 року. «Подорож» отримав нагороду Сайдвайс в жанрі альтернативної історії та був номінований на премію Артура К. Кларка в 1997 році.
У 1999 році адаптований Дірком Маггсом у радіосеріал для BBC Radio 4.

## Сюжет
У книзі розповідається історія у спогадах під час фактичної місії на Марс, аж до початку місії. Точка розбіжності для цієї альтернативної шкали часу сталася 22 листопада 1963 року, коли Джон Ф. Кеннеді вижив після замаху (натомість було вбито Жаклін Кеннеді, тому Космічний центр імені Кеннеді перейменовано на Космічний центр Жаклін Б. Кеннеді), але був покалічений і таким чином недієздатний, оскільки Ліндон Б. Джонсон все ще приведений до присяги. 20 липня 1969 року астронавти «Аполлона-11» Ніл Армстронг і Джо Малдун прогулялися поверхнею Місяця, і до «найісторичнішого телефонного дзвінка» Ніксона приєднався дзвінок від колишнього президента Кеннеді, який зобов’язав Сполучені Штати відправити місію з екіпажем на Марс, яку Ніксон проводив як частину його доленосного рішення вирішити майбутнє пілотованих космічних польотів замість того, щоб ухвалити рішення щодо програми космічного човника, яке він прийняв у нашій хронології.
Підготовка до цієї нової місії включає скорочення кількості висадок на Місяць, щоб фінансування та залишене обладнання космічного корабля «Аполлон» могли піти на зусилля екіпажу місії на Марс. «Аполлон-12» все ж приземляється, «Аполлон-13» зазнає катастрофи, але «Аполлон-14» складається з астронавтів скасованої місії «Аполлон-15» для проведення наукових експериментів на поверхні Місяця, і це остання посадка екіпажу на Місяць. У той же час відроджується програма NERVA, щоб стати обраною розробкою космічного корабля для висадки на Марс, з тривалішими випробуваннями в Неваді, але без стримування та з інженерними проблемами.
Сюжет роману розгортаються навколо хроніки життя майбутніх астронавтів марсіанської місії, персоналу НАСА та підрядників, усіх, хто брав участь у втіленні місії в життя, а також про зміни в ієрархії астронавтів та керівництва НАСА під час підготовки до місії, включаючи прагнення геолога Наталі Йорк стати астронавткою та її бурхливі стосунки з колегою-астронавтом Беном Прістом та інженером NERVA Майком Конлігом. Іншими астронавтами є Ральф Гершон, колишній пілот винищувача-бомбардувальника, який брав участь у незаконних бомбардуваннях Камбоджі під час війни у В’єтнамі, він мріяв стати першою темношкірою людиною в космосі, а також Філ Стоуна, ветеран ВПС, який став астронавтом та здійснив тривалий політ на місячній орбітальній станції перед польотом на Марс.
У 1970-х роках була запущена космічна станція Skylab, але, мабуть, у вигляді мокрої майстерні, яка базувалася на верхньому ступені Saturn IB S-IVB під назвою Skylab A. Сатурн V, який було запущений Skylab у нашій шкалі часу, натомість запускає Skylab B, місячну орбітальну космічну станцію з неофіційною назвою Moonlab, також мокру майстерню на основі S-IVB. Експериментальний проект «Аполлон-Союз» — серія візитів командно-сервісного модуля «Аполлон» на космічні станції «Салют» і місій «Союзу» до Скайлаб і Мунлаб. Щоб полегшити останнє, радянська влада нарешті завершила роботу над своїм Н-1. Програми Skylab/Moonlab призвели до вдосконалення дизайну командно-сервісного модуля Apollo. Block III CSM виробляється з використанням живлення від батареї замість паливних елементів, а потім Block IV і V, які мають певний ступінь повторного використання (модульна конструкція та стійкість до корозії у солоній воді). Також описано розробку експериментального «Марсіанського екскурсійного модуля» малою аерокосмічною компанією Columbia Aviation, яка бореться з більшими конкуруючими підрядниками NASA та її інженерами, які наполегливо працюють над технічними проблемами робочого та надійного посадкового модуля на Марс.
Випробування NERVA під назвою Apollo-N, нарешті, запускається на модифікованому Saturn VN, але страждає від коливань пого на першому ступені S-IC. Це пошкоджує верхній ступінь NERVA, який катастрофічно виходить з ладу після запуску на орбіті; незважаючи на безпечне повернення на Землю, весь екіпаж (включно з Беном Прістом) гине від радіаційного отруєння, а космічна програма майже згортається через ворожу політичну та громадську думку проти використання ядерної енергії в космосі та, здавалося б, непотрібні ризики та причини Марсіанської місії.
Після цього було складено новий план польоту на Марс під назвою «Арес», у якому використовується оновлений Saturn V-B, який має численні вдосконалення, включаючи використання твердотільних ракетних прискорювачів для подвоєння корисного навантаження. Арес також використовує на орбіті збірку іншого марсіанського корабля багаторазового використання, застосовувалися компоненти ракети Сатурн у мокрій майстерні як силові установки, а також модуль середовища існування Skylab і зовнішні баки для зберігання додаткового палива. Арес здійснює обліт Венери, який нагадує пілотований обліт Венери, запланований НАСА після початкової програми «Аполлон», але здійснений у цей часовий графік для гравітаційної допомоги, і нарешті приземляється в Мангала-Валлес 27 березня 1986 року. 
Однак, як побічний ефект, ряд зондів без екіпажу, включаючи програму «Вікінг», проект «Піонер Венера», «Марінер 10», «Піонер 10 і 11» і програму «Вояджер» згорнули, щоб їх фінансування можна було перенаправити на пілотовану місію на Марс, хоча інший орбітальний корабель «Марінер» відправляється на Марс, щоб допомогти підготуватися до посадки екіпажу. У результаті, хоча люди ходять по Марсу, їхні знання про Сонячну систему, включно з самим Марсом і особливо зовнішніми планетами Сонячної системи, які ніколи не відвідують без місій Pioneer/Voyager, набагато бідніші, ніж у реальному житті.

## Головні герої
- Наталі Йорк. Розумна, але цинічна жінка-геолог, яка навчається, щоб стати першою американською жінкою-астронавтом (майже паралельно з Саллі Райд, але вона ніколи не згадується в книзі). Спеціаліст місії «Арес». Здається, вона виступає як головна героїня книги та характерне втілення поглядів Бакстера на НАСА та долю людства в космосі, всезнаючий архетип персонажа, який використовується переважно в інших романах Бакстера.
- Філл Стоун. Колишній пілот-випробувач ВПС США, який на цій шкалі часу був останнім, хто керував ракетним літаком X-15, і першим пілотом, який оговтався після надзвукового обертання. Він стає астронавтом після висадки на Місяць для польоту в місії Apollo/Moonlab. Командувач марсіанської місії «Арес».
- Ральф Гершон. Афроамериканець, пілот ВПС США, раніше брав участь у незаконних операціях ЦРУ в Камбоджі під час війни у В’єтнамі, а потім приєднався до НАСА, щоб допомогти розробити перший апарат для посадки на Марс. Пілот MEMa (Марсіанський екскурсійний модуль) «Арес».
- Бен Пріст. Кохання Йорк та її колега-чоловік-астронавт, бортінженер/пілот без LEM приреченої місії Apollo-N.
- Грегорі Дана. Аерокосмічний інженер і вцілілий у нацистському таборі смерті, відповідальний за перепланування профілю місії на Марс.
- ДжейКей Лі. Директор і головний інженер Columbia Aviation, відповідальний за створення MEM і дуже відданий (якщо не одержимий) завданням.
- Майк Конлінг. Відповідальний за розробку двигуна NERVA, таємний коханець Йорк.
- Ганс Юдет. Директор марсіанського проекту NASA і великий прихильник NERVA, а також колишній нацистський вчений-ракетник. Грегорі Дана зневажає його за те, що він був керівником Mittelwerk, де використовувався як рабська праця Дани. Юдет - аналогом Артура Рудольфа.
- Берт Зегер. Менеджер NASA, який працював як на Фреда Майклза, так і на Джо Малдуна.
- Джо Малдун. Друга людина на Місяці (паралель Едвіна «База» Олдріна), видатний діяч і менеджер у розробці місії на Марс.
- Чак Джонс. Похмурий астронавт (подібний до Уоллі Ширри та Малкольма Скотта Карпентера), який був другим американцем, який облетів Землю, ветеран Місячної лабораторії Філа Стоуна та командир приреченої місії Apollo-N.
- Фред Майклз. Адміністратор NASA з 1969 по 1981 рік, аналог Джеймса Е. Вебба.
- Джим Дана. Астронавт, син Грегорі Дани, пілот командного модуля приреченого корабля «Аполлон-Н».
- Адам Блікер. Астронавт і геолог-стажер, ветеран Moonlab і претендент на посаду спеціаліста місії «Арес» разом з Наталі Йорк, але його зрештою зняли з польоту через занепокоєння щодо кумулятивного радіаційного опромінення від довготривалих космічних місій.
- Володимир Вікторенко. Радянський космонавт, ветеран Аполлона/Союзу/Місячної лабораторії та друг Джо Малдуна та Наталі Йорк.

## Спіноффи
Алоісторичне місце дії роману було далі досліджено в оповіданні «Просперо Один», у якому Бакстер зосереджується на альтернативних подіях британської космічної програми 1960-х років, а саме на її першому та єдиному польоті з екіпажем. Оповідання було вперше опубліковано в номері 112 часопису Interzone за жовтень 1996 року.
Один з героїв «Подорожі», Джо Малдун, фігурує в оповіданні Бакстера 2018 року «Тінь над місяцем», де він прямо вказується як дублер Базза Олдріна на «Аполлоні-11».